# سيدني والتر سميث
سيدني والتر سميث (بالإنجليزية: Sidney Walter Smith)‏ هو سياسي نيوزلندي، ولد في 20 يناير 1893، وتوفي في 26 أغسطس 1981. انتخب عضو مجلس النواب نيوزيلندا.